# ソニーフィナンシャルグループ
ソニーフィナンシャルグループ株式会社（英: Sony Financial Group Inc.）は、ソニーグループの完全子会社で、東京都千代田区大手町に本社を置く日本の金融持株会社。ソニー銀行、ソニー生命保険、ソニー損害保険などを傘下に持つ。全国銀行協会準会員。

## 概要
ソニーフィナンシャルグループの中核企業であり、生命保険会社のソニー生命保険、損害保険会社のソニー損害保険、ネット銀行であるソニー銀行及び介護事業の中間持株会社であるソニー・ライフケア等を傘下に抱える金融持株会社である。
2004年4月1日にソニー（現・ソニーグループ）の全額出資により、ソニーフィナンシャルホールディングス株式会社として設立された後、2021年10月1日に現在の商号に変更した。

## 沿革

### ソニーの会社分割により設立
2003年11月1日、ソニー（現・ソニーグループ）は金融持株会社の設立に向けた部署として金融事業企画室を設置した。2004年3月30日に金融庁より金融持株会社の設立の認可を取得し、4月1日、ソニーの新設分割により、ソニー生命保険、ソニー損害保険及びソニー銀行の株式を移転し、ソニーフィナンシャルホールディングス株式会社（英: Sony Financial Holdings Inc.）として設立された。

### 証券・介護事業に参入
2007年6月19日、ソニー銀行の完全子会社として、ソニーバンク証券株式会社を設立し、証券業に参入した。
2007年10月11日には、東京証券取引所市場第一部に株式を上場した。
2012年8月1日、ソニーバンク証券の全株式をマネックスグループに譲渡した。
2013年11月11日、シニア・エンタープライズ（現・ライフケアデザイン）の全株式を取得し、介護事業に参入した。2014年4月1日には、介護事業の中間持株会社としてソニー・ライフケア株式会社を設立した。

### ソニーの完全子会社化
2020年5月19日、ソニー（現・ソニーグループ）はソニーフィナンシャルホールディングスに対して株式公開買付けを実施することを発表し、ソニーフィナンシャルホールディングスは本公開買付けに賛同の意見を表明した。また、この買収により経営判断を速やかにし、フィンテックの強化やソニーグループ各社との連携を加速させる方針を示した。5月20日より7月13日まで本公開買付けが実施され、8月31日に東京証券取引所市場第一部の上場を廃止した。9月2日には株式等売渡請求により、ソニーの完全子会社となった。
2021年10月1日、ソニーフィナンシャルグループ株式会社（英: Sony Financial Group Inc.）に商号を変更した。

### パーシャル・スピンオフによる分離・再上場
令和5年度税制改正において、企業が特定の事業部門や子会社を分離・独立させ、元の親会社の株主に分離会社の株式を分配する「スピンオフ」における税制優遇制度を拡大し、元の親会社に20%未満の株式の持ち分を残す「パーシャル・スピンオフ」の場合でも税制優遇を受けられるようになった。
2023年5月18日にソニーグループは経営方針説明会で、上記のパーシャル・スピンオフにおける税制優遇制度を利用しソニーフィナンシャルグループを分離・独立させる方針を発表した。これにより、ソニーフィナンシャルグループは独自に資金調達が可能となり、ソニーグループは半導体及びエンターテインメントに経営資源を集中させる。ソニーフィナンシャルグループは分離後もソニーグループのグループ内に残り、同社が20%未満の持ち分を保有する。また、現在の社名・ブランドを維持し、引き続きソニーグループ各社と連携する。

## 年譜
- 2003年（平成15年）
  - 11月1日 - ソニー株式会社（現・ソニーグループ株式会社）の部署として金融事業企画室を設置。
- 2004年（平成16年）
  - 3月30日 - ソニー株式会社が金融庁より金融持株会社の設立の認可を取得[13]。
  - 4月1日 - ソニー株式会社の新設分割により、東京都港区南青山の新青山ビル東館にて、ソニーフィナンシャルホールディングス株式会社として設立。伊庭保が代表取締役会長兼社長に、藤方弘道が代表取締役副社長に就任[14]。
  - 6月22日 - 伊庭保が取締役会長に、德中暉久が代表取締役社長に就任[15]。
- 2005年（平成17年）
  - 6月27日 - 伊庭保が取締役会長を退任し、安藤国威が代表取締役会長に就任[16]。
  - 9月12日 - ソニー銀行株式会社の株式のうち、JPモルガン（英語版）が保有する全ての株式を取得[17]。
- 2007年（平成19年）
  - 6月19日 - ソニー銀行株式会社の完全子会社として、ソニーバンク証券株式会社を設立[18]。
  - 6月29日 - 安藤国威が代表取締役会長を退任[19]。
  - 10月11日 - 東京証券取引所市場第一部（証券コード：8729）に株式を上場[20]。
- 2008年（平成20年）
  - 3月13日 - 株式会社三井住友銀行が保有するソニー銀行株式会社の株式を取得し、同社を完全子会社とする[21]。
  - 6月23日 - 井原勝美が代表取締役副社長に就任[22]。
- 2010年（平成22年）
  - 6月25日 - 德中暉久が代表取締役会長に、井原勝美が代表取締役社長に就任[23]。
- 2011年（平成23年）
  - 6月24日 - 德中暉久が代表取締役会長を、藤方弘道が代表取締役副社長を退任[24]。
- 2012年（平成24年）
  - 8月1日 - ソニー銀行株式会社が、ソニーバンク証券株式会社の全株式をマネックスグループ株式会社に譲渡[25]。
- 2013年（平成25年）
  - 11月11日 - シニア・エンタープライズ株式会社（現・ライフケアデザイン株式会社）の全株式を取得し、同社を完全子会社とする[26]。
- 2014年（平成26年）
  - 4月1日 - 簡易新設分割により、中間持株会社としてソニー・ライフケア株式会社を設立し、介護事業会社の経営管理に関する事業を同社に承継[27]。
- 2015年（平成27年）
  - 6月24日 - 石井茂が代表取締役副社長に就任[28]。
- 2016年（平成28年）
  - 6月23日 - 井原勝美が取締役会長に、石井茂が代表取締役社長に就任[29]。
  - 7月4日 - 東京都千代田区大手町の大手町フィナンシャルシティグランキューブに本社を移転[30]。
- 2017年（平成29年）
  - 6月21日 - 井原勝美が取締役会長を退任[31]。
- 2018年（平成30年）
  - 7月10日 - 簡易新設分割により、投資子会社としてソニーフィナンシャルベンチャーズ株式会社を設立[32]。
- 2020年（令和2年）
  - 5月19日 - ソニー株式会社による株式公開買付けを実施することを発表[33]。東京証券取引所により監理銘柄（確認中）に指定[34]。
  - 5月20日 - 上記の株式公開買付けが開始[33]。
  - 6月23日 - 石井茂が代表取締役社長を退任し、岡昌志が代表取締役社長兼CEOに就任[35]。
  - 7月13日 - ソニー株式会社による株式公開買付けが成立[36]。
  - 7月20日 - 東京証券取引所が上場廃止を決定し、整理銘柄に指定[37]。
  - 8月31日 - 東京証券取引所市場第一部の上場を廃止[38]。
  - 9月2日 - 株式等売渡請求により、ソニー株式会社の完全子会社となる[38]。
- 2021年（令和3年）
  - 4月1日 - ソニー株式会社が、ソニーグループ株式会社に商号を変更[39]。
  - 10月1日 - ソニーフィナンシャルグループ株式会社（英: Sony Financial Group Inc.）に商号を変更[40]。
- 2023年（令和5年）
  - 5月18日 - ソニーグループ株式会社より分離・再上場する方針を発表[41]。
  - 6月23日 - 岡昌志が代表取締役社長兼CEOを退任し、遠藤俊英が代表取締役社長兼CEOに就任[42]。
- 2024年（令和6年）
  - 10月1日 - 指名委員会等設置会社に移行。遠藤俊英が代表執行役社長CEOに職位変更[43]。

## 関連企業・団体

### 連結子会社
- ソニー生命保険株式会社 - 生命保険会社。1979年にソニー（現・ソニーグループ）及びザ・プルデンシャル・インシュアランス・カンパニー・オブ・アメリカの共同出資により、ソニー・プルーデンシャル生命保険株式会社として設立。1991年に現在の商号に変更。ソニーフィナンシャルホールディングス設立と同時に子会社として傘下に入る。
  - ソニーライフ・コミュニケーションズ株式会社 - 2019年にソニー生命保険の完全子会社として設立。
- ソニー損害保険株式会社 - 損害保険会社。1998年にソニーの全額出資により、ソニーインシュアランスプランニング株式会社として設立。1999年に現在の商号に変更。ソニーフィナンシャルホールディングス設立と同時に子会社として傘下に入る。
- ソニー銀行株式会社 - ネット銀行。2001年にソニー、さくら銀行及びJPモルガン（英語版）の共同出資により設立。ソニーフィナンシャルホールディングス設立と同時に子会社として傘下に入る。
- ソニー・ライフケア株式会社 - 介護事業の中間持株会社。2014年にソニーフィナンシャルホールディングスの会社分割により設立。
  - ライフケアデザイン株式会社 - 老人ホーム運営会社。1999年にシニア・エンタープライズ株式会社として設立。2013年にソニーフィナンシャルホールディングスの子会社となる。2014年にソニー・ライフケアの子会社となり、現在の商号に変更。
  - プラウドライフ株式会社 - 老人ホーム運営会社。2006年に株式会社まんようとして設立。2012年にゆうあいホールディングスの子会社となる。2017年にゆうあいホールディングス及びゆうあいを吸収合併し、現在の商号に変更。
- ソニーフィナンシャルベンチャーズ株式会社 - 投資子会社。2018年にソニーフィナンシャルホールディングスの会社分割により設立。
  - SFV・GB投資事業有限責任組合（99.5%） - 投資事業有限責任組合。2018年にソニーフィナンシャルベンチャーズ及びグローバル・ブレインの共同出資により設立。

### 持分法適用会社
- ビー・エックス・ジェイ・エー・ワン・ホールディング株式会社（20%） - 中間持株会社。2023年にブラックストーン・グループの全額出資により、ビー・エックス・ジェイ・エー・ワン・ホールディング合同会社として設立。2024年に現在の商号に変更後、ソニー銀行の関連会社となる。
  - ソニーペイメントサービス株式会社 - 決済サービスプロバイダ。2006年にソニーファイナンスインターナショナルの会社分割により、株式会社スマートリンクネットワークとして設立。2011年にソニー銀行の子会社となる。2015年に現在の商号に変更。2024年にビー・エックス・ジェイ・エー・ワン・ホールディングの子会社に異動。
    - ETCソリューションズ株式会社 - 2020年にソニーペイメントサービス、メイテツコム及び沖電気工業の共同出資により設立。

### その他
- Sony Life Singapore Pte. Ltd.（100%） - シンガポール共和国に所在。2017年にソニー生命保険の子会社として設立。
  - Sony Life Financial Advisers Pte. Ltd.（74%） - 2017年にSony Life Singapore Pte. Ltd.及びスターツ証券の合弁会社として設立。
- ソニー生命ビジネスパートナーズ株式会社（100%） - 特例子会社。2019年にソニー生命保険の子会社として設立。
- SmartLink Network Europe B.V. - オランダに所在。2019年にソニーペイメントサービスの子会社として設立。

### 過去の関連企業・団体
- Sony Life Insurance (Philippines) Corporation - フィリピン共和国のマニラ市に所在。1998年にソニー生命保険の完全子会社として設立。2012年にUISC (HOLDINGS) LIMITEDの完全子会社となった。
- ソニーバンク証券株式会社 - 証券会社。2007年にソニー銀行の完全子会社として設立。2012年にマネックスグループに株式を譲渡。2013年にマネックス証券に吸収合併され解散。
- 株式会社リプラ - 2010年にソニー生命保険の完全子会社として設立。2013年に東急保険コンサルティングに事業譲渡した。
- 株式会社ゆうあい - 2002年に設立。2012年にゆうあいホールディングスの子会社となる。2017年にプラウドライフに吸収合併され解散。
- 株式会社ゆうあいホールディングス - 2012年に設立。2017年にソニー・ライフケアの完全子会社となった後、プラウドライフに吸収合併され解散。
- ソニーライフ・ウィズ生命保険株式会社 - 2007年にソニー生命保険及びエイゴンの共同出資により、ソニーライフ・エイゴン生命保険株式会社として設立。2020年にソニー生命保険の完全子会社となる。2021年にソニー生命保険に吸収合併され解散。
- SA Reinsurance Ltd. - 2008年にソニー生命保険及びエイゴン・インターナショナルの共同出資により設立。2020年にソニー生命保険の完全子会社となる。2021年に解散。
- 株式会社IBJライフデザインサポート（30%） - 2017年にIBJ及びソニー生命保険の合弁会社として設立。2021年にIBJの完全子会社となった後、2023年に同社に吸収合併され解散。
- SmartLink Network Hong Kong Limited - 中華人民共和国の香港特別行政区に所在。2013年にソニーペイメントサービスの完全子会社として設立。2023年に解散。